# Dusona exsculpta
Dusona exsculpta là một loài tò vò trong họ Ichneumonidae.